# NGC 5166
NGC 5166 (również PGC 47234 lub UGC 8463) – galaktyka spiralna (Sb), znajdująca się w gwiazdozbiorze Psów Gończych. Odkrył ją John Herschel 29 kwietnia 1827 roku.